# گرهارد پدرسن
گرهارد پدرسن (انگلیسی: Gerhard Pedersen; ۹ آوریل ۱۹۱۲ – ۴ ژوئن ۱۹۸۷) بوکسور اهل دانمارک بود.